# Карели

Національний прапор карелів і Карелії

Каре́ли, корелини (самоназва — karjalaižet) — фіно-угорський народ, мешкає переважно в Республіці Карелія, Тверській області Росії та у Східній Фінляндії.
Мова — карельська балтійсько-фінської підгрупи фіно-угорської групи уральської сім'ї.

## Походження
Існує гіпотеза, що карели сформувалися на основі аборигенних племен сучасних південної Карелії й південно-східної Фінляндії, звідки й розселилися в напрямку Біломорського Помор'я й Заонежжя. Вважається, що сучасні карели виникли в результаті етнічного контакту середньовічних корелів з вессю і лоп'ю, у процесі якого останні були значною мірою асимільовані, а карели сприйняли багато особливостей їхньої мови й культури.

## Субетноси
Крім власне карелів, у карельському етносі виділяються субетноси ліввіків і людіків, які дещо відрізняються культурою і мовою. Ліввіки здебільшого мешкають в Олонецькій Карелії, людіки — в Прионезькій Карелії.
Також у складі карельського етносу існує субетнос лаппі або сегозерських карелів, що мешкають на околицях Сегозера, який походить від нащадків лопарів, асимільованих карелами, але зі збереженою самоназвою. Мовою та культурою лаппі мало відрізняються від властиво карелів. Інша група карелів із самоназвою лаппі або лаппалайзет мешкає на південному узбережжі Сайменського озера у Фінляндії, в повіті Лаппее, в районі міста Лаппеенранта.
Західні карели, або як їх ще іноді невірно іменують карело-фіни, були майже повністю асимільовані й, на думку фінських етнографів, увійшли до складу фінського етносу. Однак, практично всі західні («фінські») карели вважають себе карелами, але зазвичай у складі фінського етносу.

## Історія

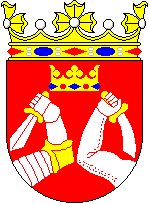
Історичний герб Карелії

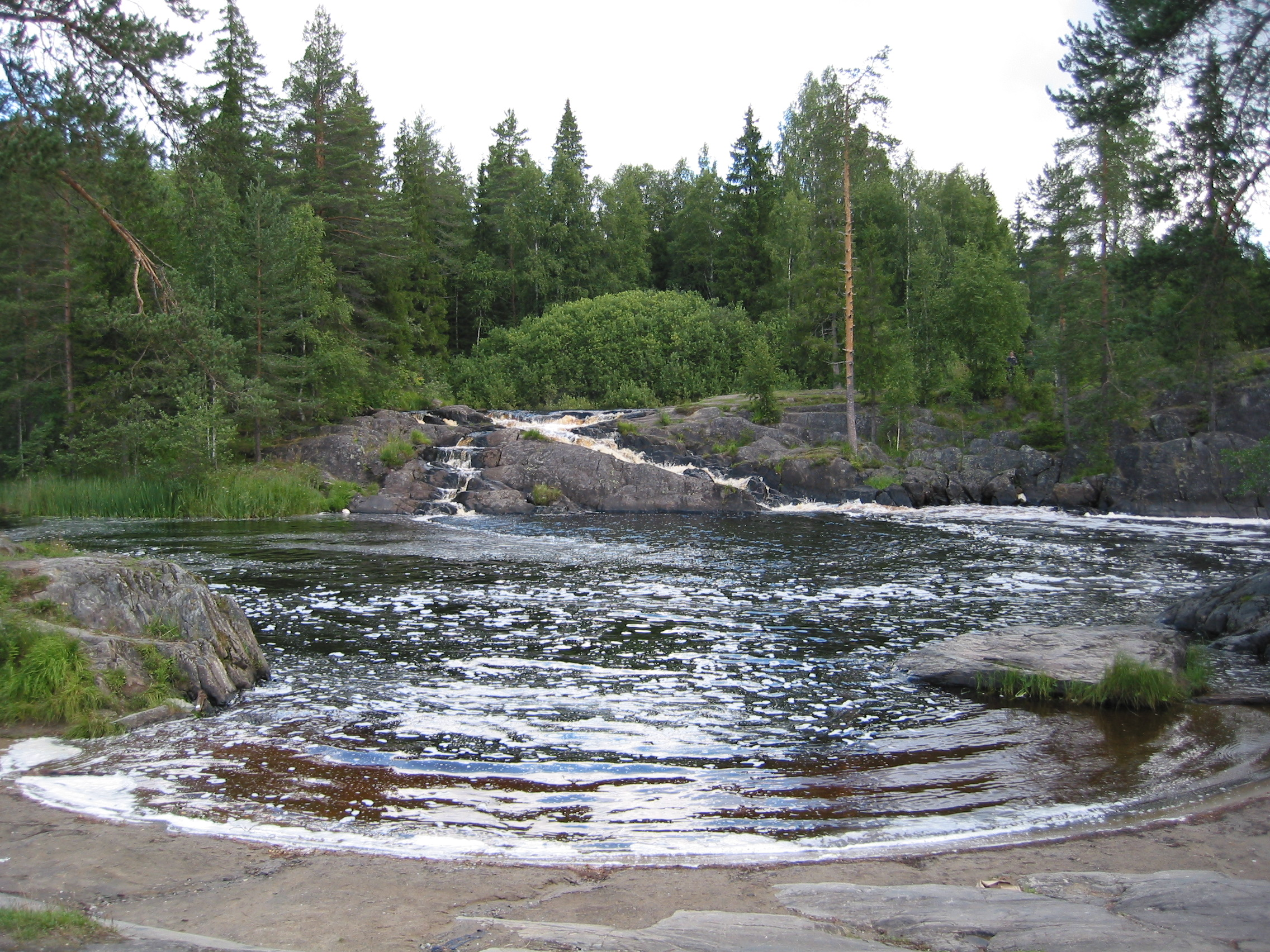
Типовий краєвид Карелії

Перша письмова згадка про власне карелів датована останніми десятиліттями VII століття й пов'язана з конунгом данів Іваром Широкі Обійми, який зазнав поразки й був убитий у місцевості, іменованій «Карельські затоки». Цей факт згадується в «Діяннях данів» Саксона Граматика і «Сазі про Інглінгів». Початком XI століття датована згадка про Карельське князівство в «Сазі про Олафа Святого», норвезького короля. Першим руським письмовим джерелом, де згадується про корелу, є новгородські берестяні грамоти. № 590, датована 1066 роком свідчить про напад литовців на карелу (карелів).
Перша письмова згадка про карелів-ліввіків датована приблизно раніше VI століття: у книзі Йордана «Про походження й діяння гетів» наведено низку балтійсько-фінських народів, підкорених вождем готів Германаріхом. Більшість дослідників (Ю.Коскінен, К.Мюлленгофф, В.Томашек та ін.) обґрунтовано вважають, що цей список був запозичений Йорданом з невідомого нині інітерарія. У цьому списку поряд з мерею та мордвою є й народ із назвою «Thiudos in Aunxis», тобто, згідно з Ф.Брауном, «чудь олонецька» (більшістю балтійско-фінських мов Олонець досі пишеться як Aunus).

Герб Республіки Карелія

Першим з письмових джерел про людіків згадує датований першою половиною IX століття Баварський анонім під іменем племені ліуди або люди. Трохи пізніше про карелів-людіків пише Ахмед Ібн Фадлан у своїй книзі про подорож на Волгу в 921–922 роках за назвою народу «лууд-аана». У російських середньовічних джерелах карели-людіки найчастіше згадувалися за назвою людины, без співвіднесення з карелами (корелою). Однак, ще значно раніше, при заснуванні Новгорода один з його окрайків було названо «Людин» або «Людинов», схоже на те, як за іменем племені нарови було названо Неревський кінець.

Протягом середньовіччя за контроль над територією, населеною карелами, відбувалися тривалі війни між Швецією та Київською Руссю (потім Великим Новгородом, Московією), в результаті яких кілька разів змінювалися кордони й частина карельських земель опинялася в складі Швеції. Карели російської частини були навернені в православ'я, карели шведської частини — у католицизм (потім лютеранство). Після того, як за Тявзинською і Столбовською мирними угодами 1595 і 1617 рр. землі навколо Ладозького озера та біля Неви відійшли від Росії до Швеції, місцеве православне карельське населення здебільшого переселилося під Твер, у район міст Лихославль, Бєжецьк, Максатиха, Весьєгонськ. У 1937 році райони Калінінської області, заселені тверськіми карелами, утворювали Карельський національний округ, що проіснував до 1939 року.

## Антропологічний тип
Карели відносяться до європеоїдної раси, її біломоро-балтійського типу, який характеризується мінімальною монголоїдною домішкою. Винятки становлять лаппі, що відносяться до лапоноїдної групи уральського типу.

## Мова
Карельська мова належить до балтійсько-фінської гілки фіно-угорської групи мов і класифікується як аглютинативна мова. Писемність на основі кирилиці виникла не пізніше першої половини XIII століття, в 1930-х роках було введено писемність на основі латиниці.
Згідно перепису населення рф 2010 року, лише 37,04% серед етнічних карелів в Республіці Карелії вільно володіють карельською мовою.

## Традиційні заняття
Традиційні заняття карелів — тваринництво, мисливство, лісова промисловість і виробництво човнів. Традиційна ферма цього народу має вигляд дерев'яної, двоповерхової будівлі. На другому поверсі зберігається сіно для худоби.

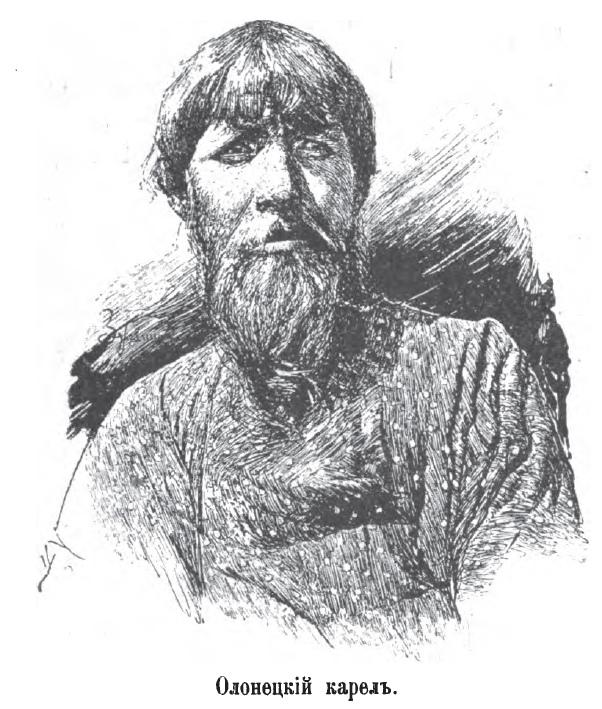
Олонецький карел
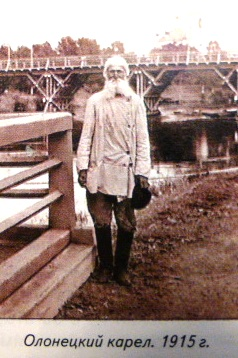
Олонецький карел
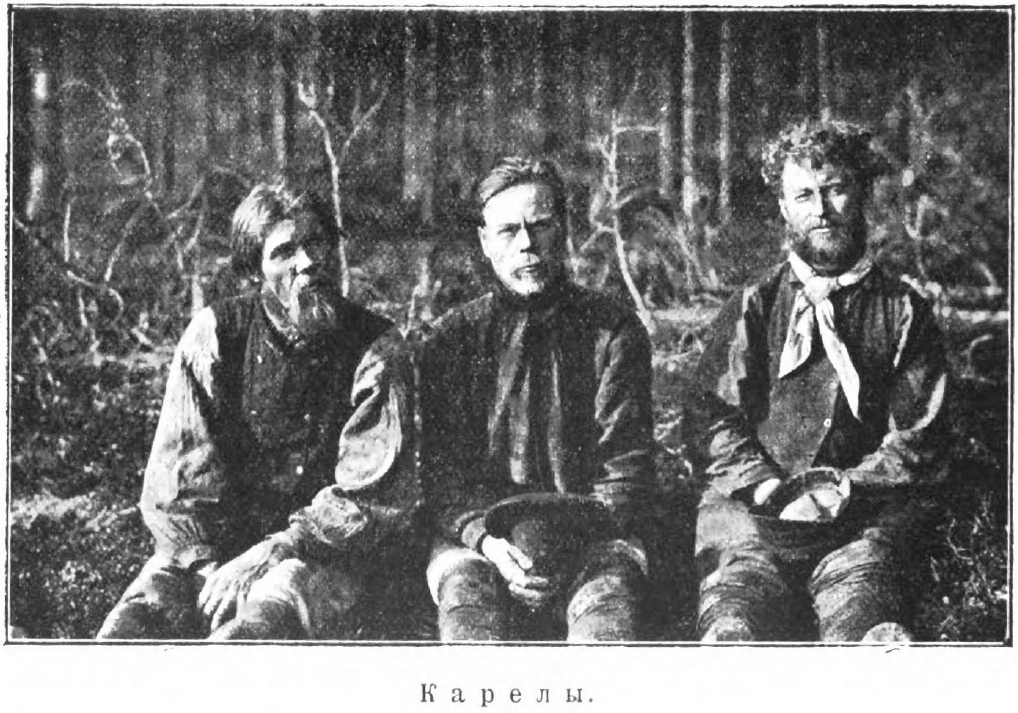
Карели в лісі
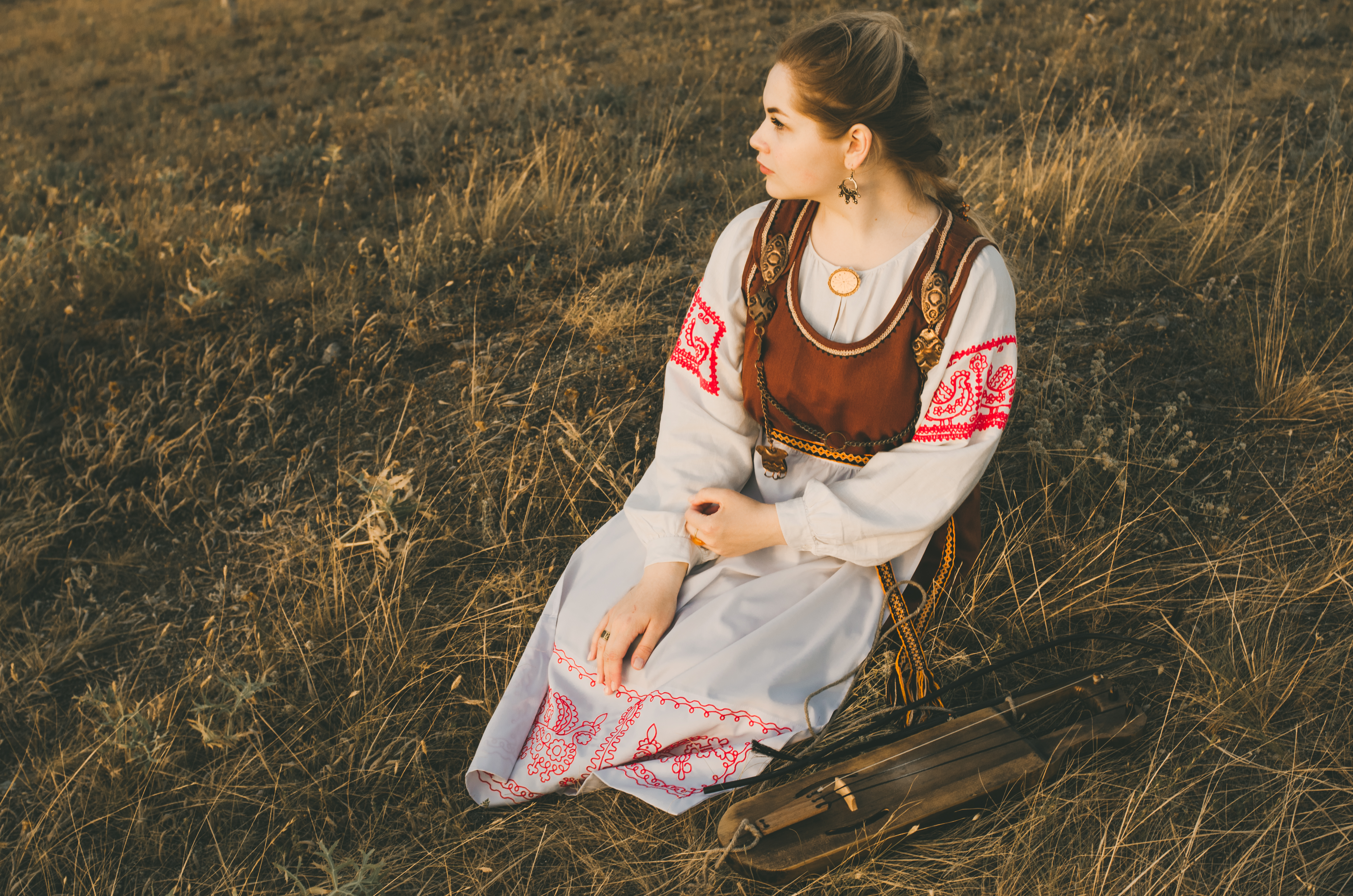
Дівчина в карельському національному вбранні
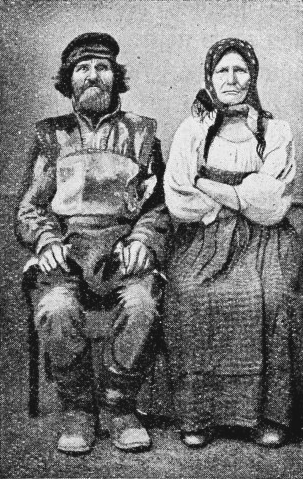
Старі карели
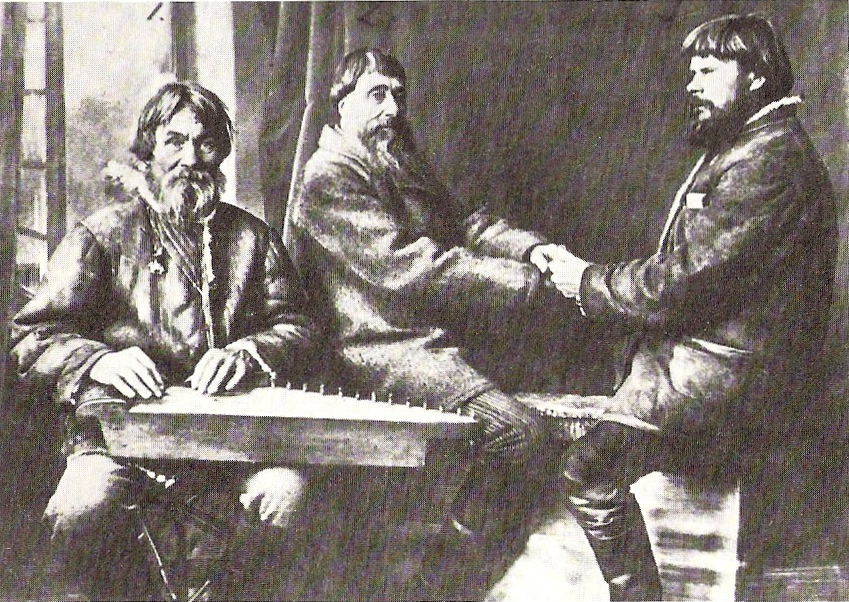
Карели руноспівці